# Wiktorija Samuilowna Tokarewa

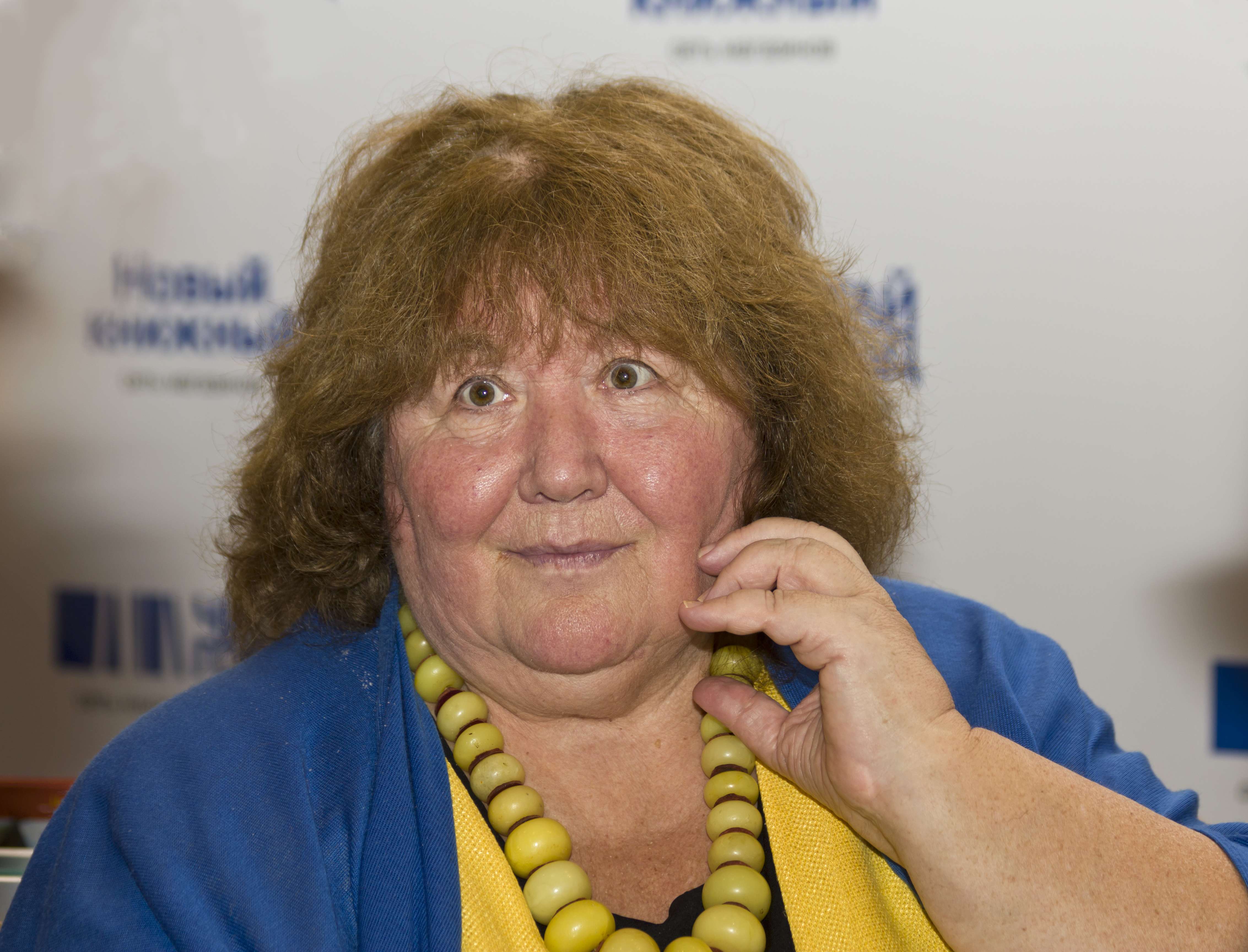
Wiktorija Samuilowna Tokarewa, 2013

Wiktorija Samuilowna Tokarewa (russisch Виктория Самуиловна Токарева, wiss. Transliteration Viktorija Samuilovna Tokareva; * 20. November 1937 in Leningrad) ist eine russische Schriftstellerin und Drehbuchautorin, die vor allem durch Erzählungen bekannt geworden ist.

## Biografie
Wiktorija Tokarewa wurde am 20. November 1937 als Tochter eines Leningrader Ingenieurs geboren. 1958 schloss sie ihr Studium an der Leningrader Musikhochschule im Fach Klavier ab. 1969 erlangte sie einen weiteren Abschluss am Leningrader Staatlichen Allunions-Institut für Kinematografie im Fach Drehbuch.
In der Zeit ihrer Tätigkeit als Gesangslehrerin an einer Kindermusikschule und später als Fernsehredakteurin begann sie zu schreiben. 1964, vier Tage vor dem Rücktritt Chruschtschows, erschien Wiktorija Tokarewas erste Erzählung Ein Tag ohne Lügen (День без вранья) und machte sie mit einem Schlag berühmt. In der Folge bot man ihr an, ein Drehbuch für ein Filmprojekt zu schreiben. So erschien 1968 ihr erster Film Literaturstunde (Урок литературы) auf der Leinwand. Es folgten mehrere Drehbücher. Weitere Erzählungen wurden in den Folgejahren in den führenden sowjetischen Literaturzeitschriften Junost und Nowy Mir veröffentlicht. 1969 kam ihr erstes Buch Über das, was nicht war (О том, чего не было) heraus, in dem ältere, aber auch neue Erzählungen versammelt waren.
In den 1970er und 1980er Jahren wurden Tokarewas Werke selten gedruckt. Zwischen 1969 und 1991 erschienen so nur insgesamt vier Bücher. Dennoch wurden ihre Erzählungen zu Klassikern der Sowjetliteratur. In den ersten 15 Jahren nach dem Zusammenbruch des sowjetischen Systems erschienen mehr als 10 Bände mit alten und neuen Erzählungen Tokarewas. In vielen Erzählungen thematisiert sie die emotionale Befindlichkeit russischer Frauen unter dem Einfluss der im sowjetischen Alltag üblichen Doppelbelastung infolge des auf halbem Wege steckengebliebenen Emanzipationsprozesses. Die Illusion der Emanzipation führt dazu, dass die Frauen zwischen Arbeitsplatz und Haushalt hin- und herhetzen und dennoch (oder gerade deswegen) immer wieder von den Männern verlassen werden. Insbesondere kritisiert Tokarewa die (männliche) instrumentelle Vernunft aus weiblicher Sicht.
Ihre Erzählungen und Romane fanden Aufnahme in der Liste der „100 Bücher“ (100 книг), einem vom russischen Ministerium für Bildung und Wissenschaft der Russischen Föderation entwickelten Projekt, um den Schülern ein Spektrum für das unabhängige Lesen zu bieten.
Wiktorija Tokarewa lebt in Moskau.

## Stil
Tokarewas Ausbildung im Fach Drehbuch wird in ihren Erzählungen deutlich: Ihre Schnitttechnik ist vom Film beeinflusst, oft laufen mehrere Handlungsstränge nebeneinanderher. Der meist lakonische oder gar sarkastische Dialog steht im Mittelpunkt, die kurzen Sätze sind rhythmisch pointiert (und daher nicht einfach zu übersetzen). Tokarewa verzichtet auf alles Dekorative und oft auch auf die erzählerisch-deskriptive Ausgestaltung der Situationen, die der Leser selbst visuell ergänzen muss.

## Werke

### Drehbücher (Auswahl)
- Урок литературы (1968)
- Gentlemen der Erfolge (Джентльмены удачи) (1971)
- Совсем пропащий (1973)
- Mimino (Мимино) (1977) – Der Film gewann 1977 den Goldenen Preis beim Internationalen Filmfestival Moskau.
- Шла собака по роялю (1978)

### Erzählbände (Auswahl)
- О том, чего не было (1969)
- Ничего особенного (1983)
- Летающие качели (1987) enthält Das Geheimnis der Erde
- Старая собака (1991)
- Сказать, не сказать (1991)
- День без вранья (1995)
- Шла собака по роялю (1995)
- На черта нам чужие (1995)
- Лошади с крыльями (1996)
- Римские каникулы (1996)
- Скажи мне что-нибудь (1997)
- Вместо меня (1997)
- Нахал (1997)
- Кошка на дороге (1997)
- Коррида (1997)
- Сентиментальное путешествие (1997)
- Один из нас (1998)
- Кино и вокруг (1998)
- Гладкое личико (1999)
- Розовые розы (1999)
- Все нормально, все хорошо (2000)
- Звезда в тумане (2000)
- Мало ли что бывает... (2001)

### In deutscher Übersetzung
- Und raus bist du. Übersetzt von Elsbeth Wolffheim und Hartmut Trepper. Ammann Verlag, Zürich 1987, ISBN 9783250100867. dtv Verlagsgesellschaft, München 1991, ISBN 9783423620642.
- Zickzack der Liebe. Übersetzt von Monika Tantzscher. Verlag Neues Leben, Berlin 1987.
- Zickzack der Liebe. Übersetzt von Monika Tantzscher. Pahl-Rugenstein Verlag, Köln 1987, ISBN 9783760970035.
- Zickzack der Liebe. Übersetzt von Monika Tantzscher. Diogenes Verlag, Zürich 1990, ISBN 3257218591
- Mara. Übersetzt von Angelika Schneider. Diogenes, Zürich 1993.
- Happy-End. Übersetzt von Angelika Schneider. Diogenes, Zürich 1991, ISBN 3257019068
- Lebenskünstler. Übersetzt von Ingrid Gloede. Diogenes, Zürich 1994.
- Sag ich's oder sag ich's nicht. Übersetzt von Angelika Schneider, Monika Tantzscher und Elsbeth Wolffheim. Diogenes, Zürich 1995.
- Sentimentale Reise. Übersetzt von Angelika Schneider. Diogenes, Zürich 1993, ISBN 3257060114
- Lampenfieber. Übersetzt von Angelika Schneider. Diogenes, Zürich 1999, ISBN 3257062060
- Eine Liebe fürs ganze Leben. Übersetzt von Angelika Schneider. Diogenes, Zürich 2003, ISBN 3257063784
- Glücksvogel. Übersetzt von Angelika Schneider. Diogenes, Zürich 2005, ISBN 3257064772
- Liebesterror. Übersetzt von Angelika Schneider. Diogenes, Zürich 2008, ISBN 3257066430
- Alle meine Feinde. Übersetzt von Angelika Schneider. Diogenes, Zürich 2011, ISBN 3257067968
- Der Baum auf dem Dach. Übersetzt von Angelika Schneider. Diogenes, Zürich 2010, ISBN 9783257067491
- Leise Musik hinter der Wand. Übersetzt von Angelika Schneider. Diogenes, Zürich 2013, ISBN 3257068611
- Eine von vielen. Übersetzt von Angelika Schneider. Diogenes, Zürich 2014, ISBN 325706912X
- Auch Miststücke können einem leidtun. Übersetzt von Angelika Schneider. Diogenes, Zürich 2016, ISBN 3257069766
- Meine Männer. Übersetzt von Angelika Schneider. Diogenes, Zürich 2017, ISBN 3257070055